# Morrena de Rogen

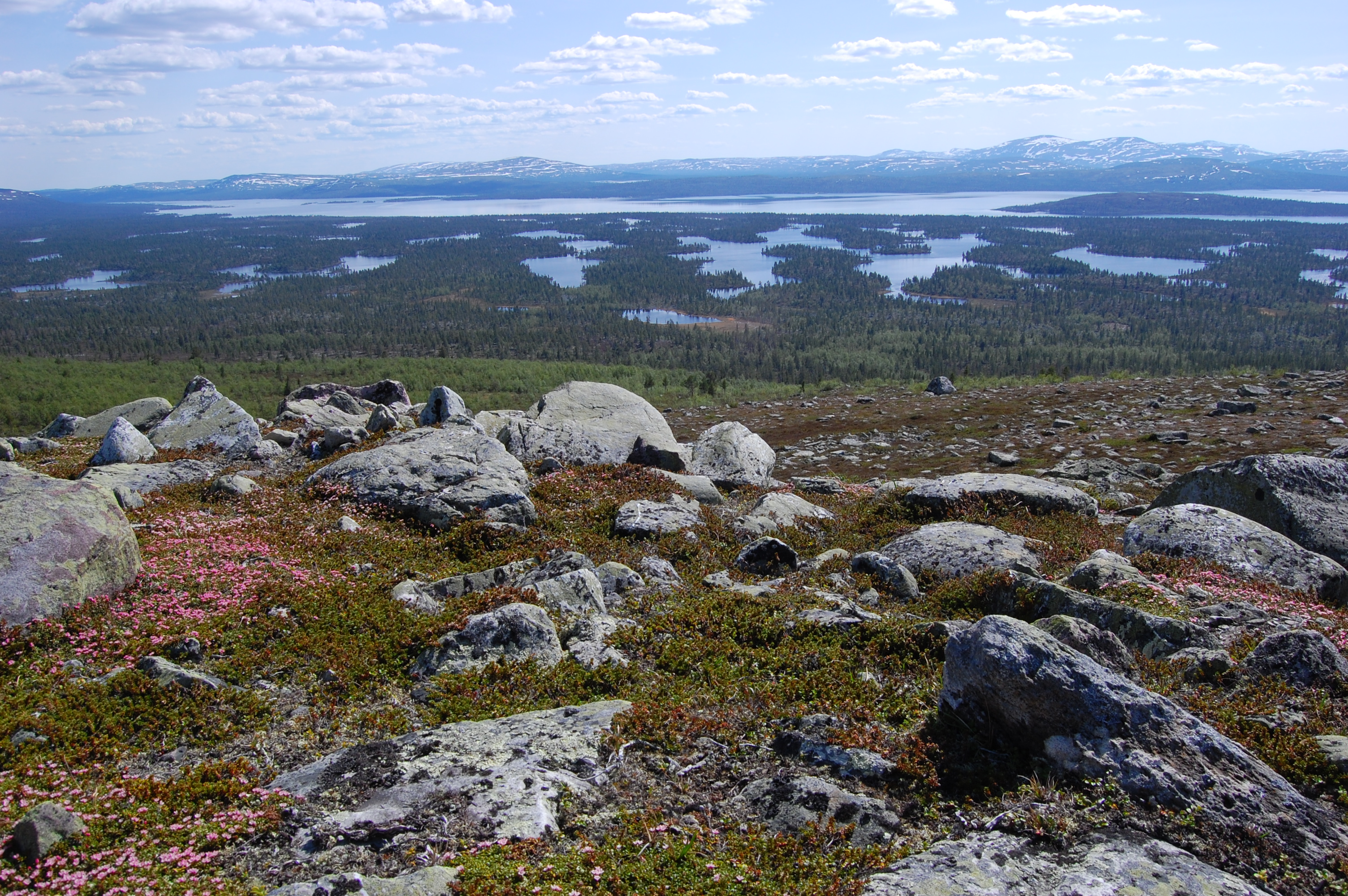
Lago Rogen, con sus hileras boscosas al nivel de las morrenas

Una morrena de Rogen o morrena estriada es un tipo de morrena que se forma debajo de los glaciares . Se encuentra principalmente en Fennoscandia, Escocia, Irlanda y Canadá. Este tipo de morrena cubre grandes áreas anteriormente cubiertas por glaciares, especialmente en la zona central de estos glaciares  . El nombre proviene del lago Rogen, Suecia, donde estas formaciones son particularmente notables en el paisaje.
Las morrenas suelen estar juntas en grupos y espaciadas regularmente. Están formados por depósitos glaciares con, en particular, tillita  . Las morrenas son generalmente perpendiculares a la corriente de hielo. Su tamaño puede variar, pero generalmente tiene entre 10 y 30 m de alto, 150 a 300 m de  ancho y 300 a 1200 m  de largo  ,  . A menudo se encuentran Drumlins en las cercanías, presumiblemente formados al mismo tiempo que las morrenas de Rogen. 
Se han propuesto varias teorías para explicar el mecanismo de formación de estas morrenas, pero es posible, dadas las diferencias observadas entre las diferentes localidades, que diferentes procesos hayan podido conducir a estas formaciones.